# Анна Бурбон-Пармська
Анна Бурбон-Пармська (рум. Ana de Bourbon-Parma; 18 вересня 1923, Париж, Франція — 1 серпня 2016, Морж, Во, Швейцарія) — дружина колишнього короля Румунії.

## Біографія
Під час Другої світової війни відвідала безліч країн, таких як Алжир, Марокко, Італія, Люксембург і Німеччина. У червні 1948 роки вийшла заміж за Міхая I, короля Румунії.
Спочатку Святійший Престол (який вирішував це питання безпосередньо з Міхаєм) відмовився надати дозвіл на весілля. Як Бурбон, Анна була пов'язана правами з римсько-католицькою церквою, яка вимагала, щоб вона вступила в шлюб з католиком (Міхай був православним).
У Парижі дві сім'ї вирішили умовити Папу Римського особисто. На початку березня мати Анни і мати Міхая зустрілися з Папою Римським Пієм XII, який, незважаючи на вмовляння і той факт, що принцеса Маргрете Бурбон-Пармська стукала кулаком по столу в гніві, відмовив у дозволі на шлюб між Анною і Міхаєм.
Пізніше Анна була хрещена в Болгарії і прийняла православну віру, і 10 червня 1948 р. в місті Афіни (Греція) відбулося весілля.
Президент Румунії Клаус Йоганніс назвав королеву Анну зразком мудрості, гідності та моральності.